# Grodzisko w Mierczycach
Grodzisko w Mierczycach – pozostałości fortyfikacji znajdujące się w okolicy rzeki Wierzbiak w pobliżu wsi Mierczyce na środkowym Śląsku Właściwym.

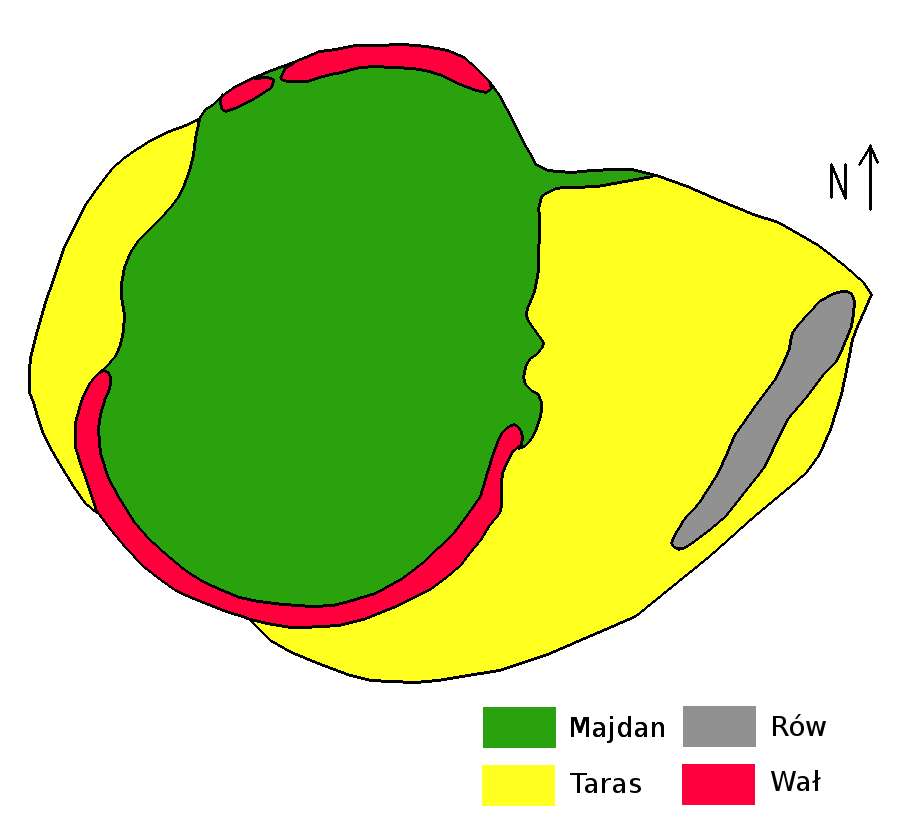
Plan Grodziska Mierczyce

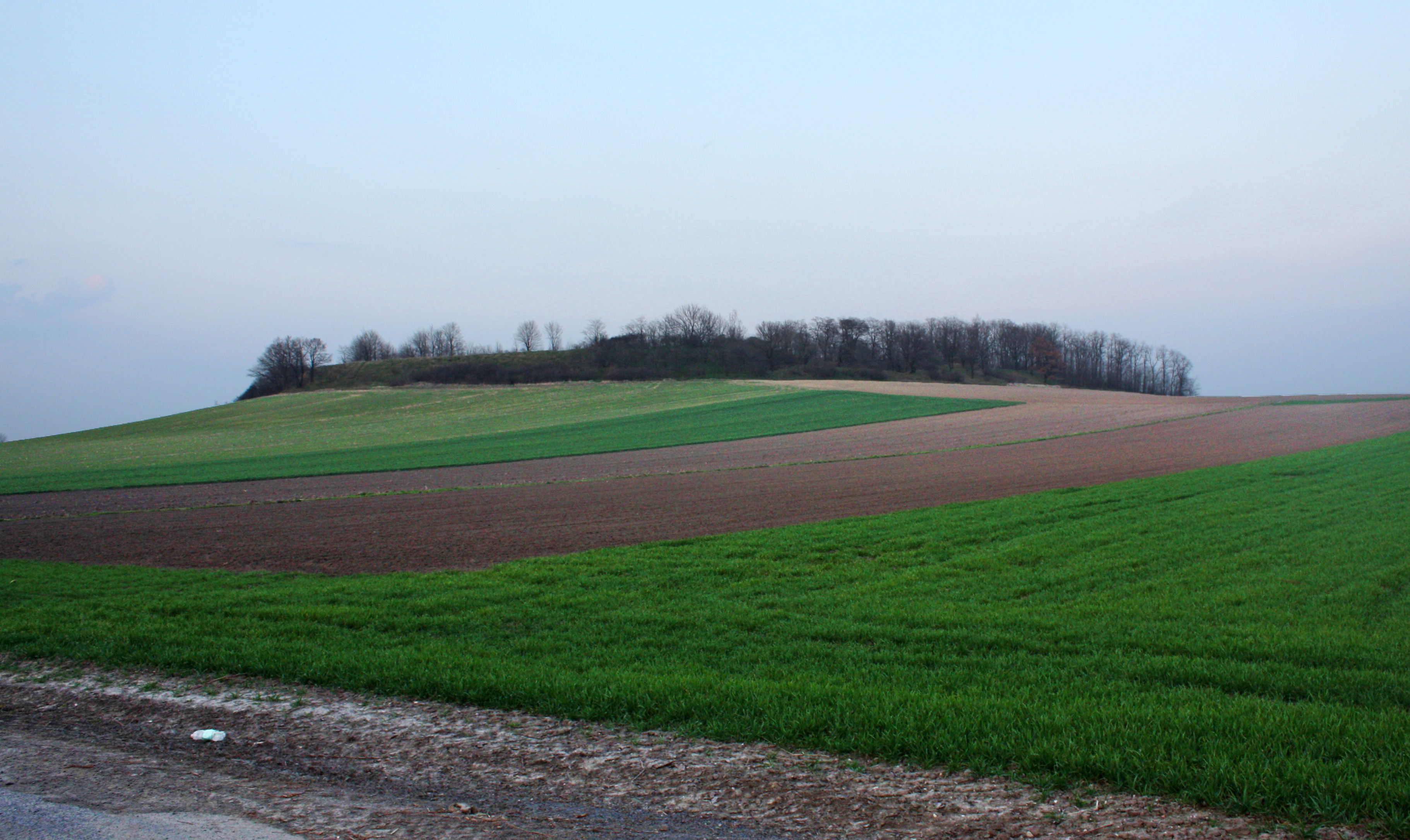
Grodzisko od strony Chotli

Ze względu na stan, w jakim znajdują się umocnienia, należy domniemywać, że jest to obiekt wczesnośredniowieczny. Tak jak okoliczne grodziska np. w Janowicach Dużych grodzisko powstało najprawdopodobniej w czasach umacniania się na nowych ziemiach plemienia Trzebowian, tj. w poł. VIII wieku. 
Podobnie do grodziska w Janowicach grodzisko Mierczyckie znajduje się w podobnej odległości od naczelnych grodów plemienia – Legnicy i Jawora, świadczy to o funkcji administracyjnej grodu jako rezydencji namiestnika grodowego lub głowy ważniejszego rodu plemiennego.